# Gravina in Puglia
Gravina in Puglia is een gemeente in de Italiaanse provincie Bari (regio Apulië) en telt 43.545 inwoners (31-12-2004). De oppervlakte bedraagt 381,1 km², de bevolkingsdichtheid is 114 inwoners per km².

## Demografie
Gravina in Puglia telt ongeveer 13.958 huishoudens. Het aantal inwoners steeg in de periode 1991-2001 met 7,4% volgens cijfers uit de tienjaarlijkse volkstellingen van ISTAT.
| Jaar | Inwoneraantal |
| ---- | ------------- |
| 1991 | 39.261        |
| 2001 | 42.154        |
| 2013 | 44.185        |

## Geografie
De gemeente ligt op ongeveer 350 meter boven zeeniveau.
Gravina in Puglia grenst aan de volgende gemeenten: Altamura, Genzano di Lucania (PZ), Grottole (MT), Irsina (MT), Matera (MT), Poggiorsini, Ruvo di Puglia, Spinazzola.
De frazioni Dolcecanto Murgetta maakt deel uit van de gemeente.

## Bezienswaardigheden
- Kathedraal van Gravina, waarvan de bouwgeschiedenis teruggaat tot de Normandiërs (11e eeuw).
- De ruïnes van het kasteel van Frederik II, 13e eeuw.
- San Francesco, 15e-eeuwse kerk.
- San Michele delle Grotte, 10e-eeuwse rotskerk (een van de chiese rupestri).
- Romaanse brug over het ravijn waaraan Gravina haar naam dankt.

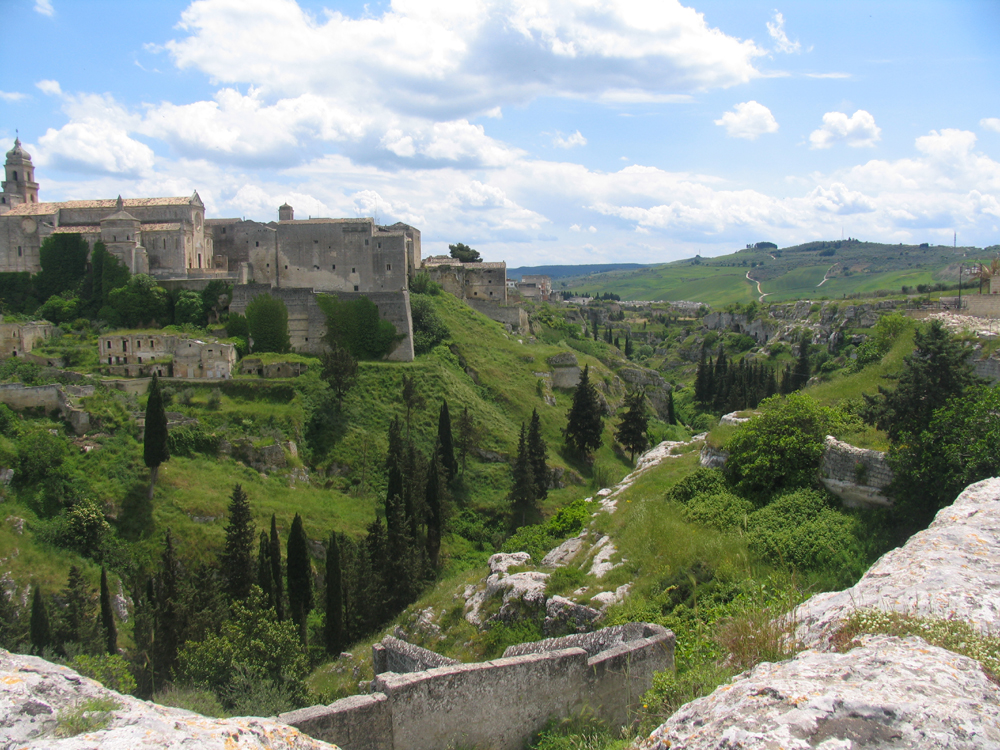
Gravina in Puglia
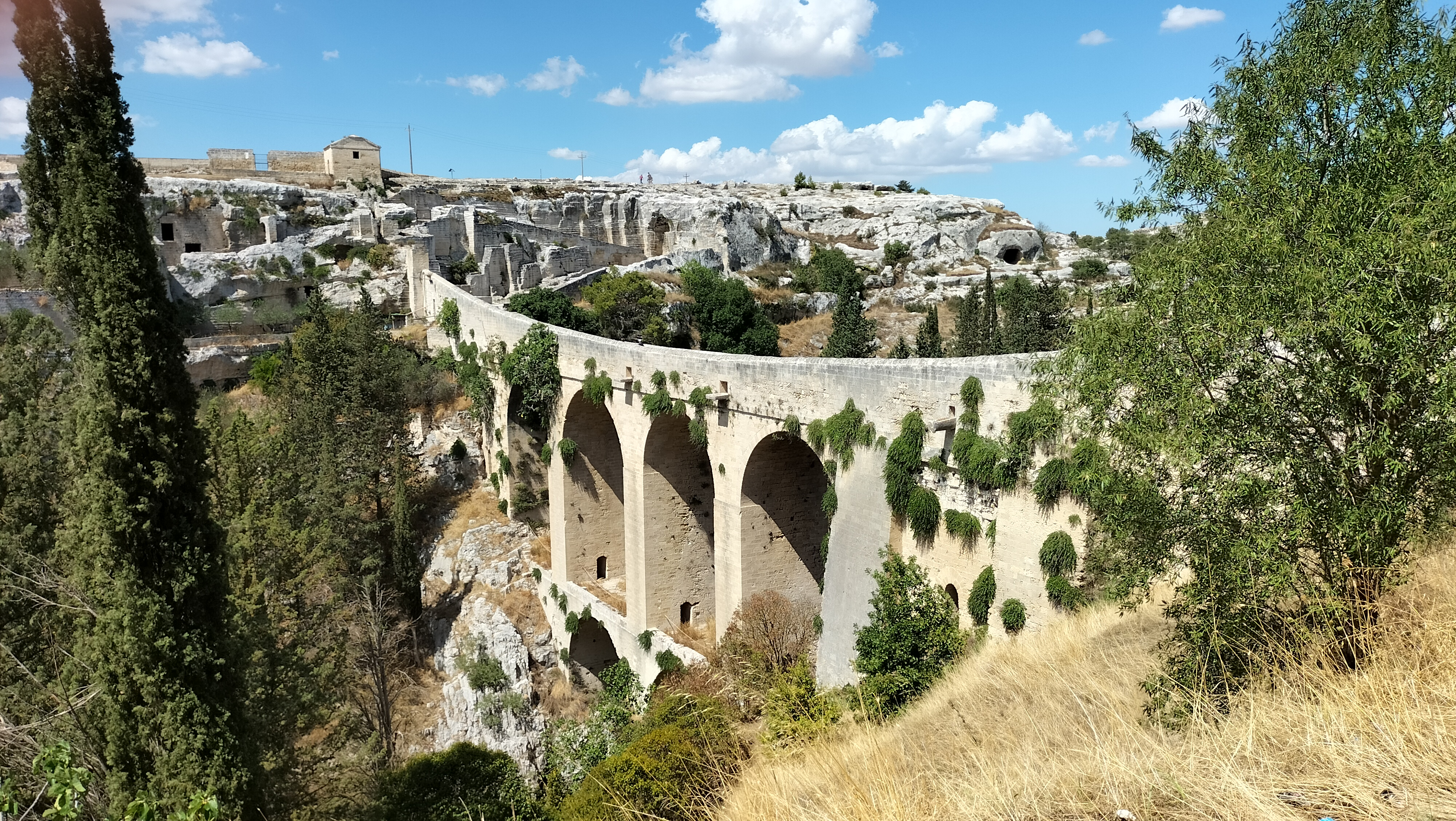
De Romaanse brug
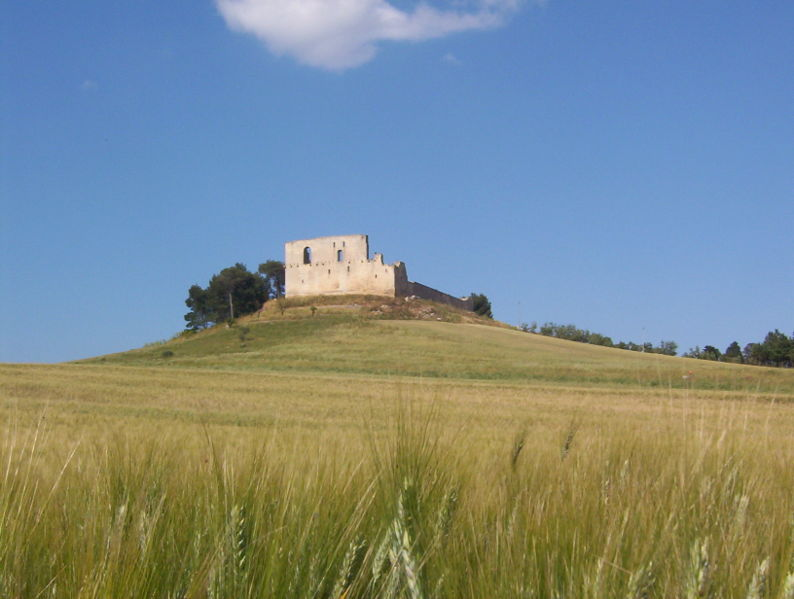
Kasteel van Gravina
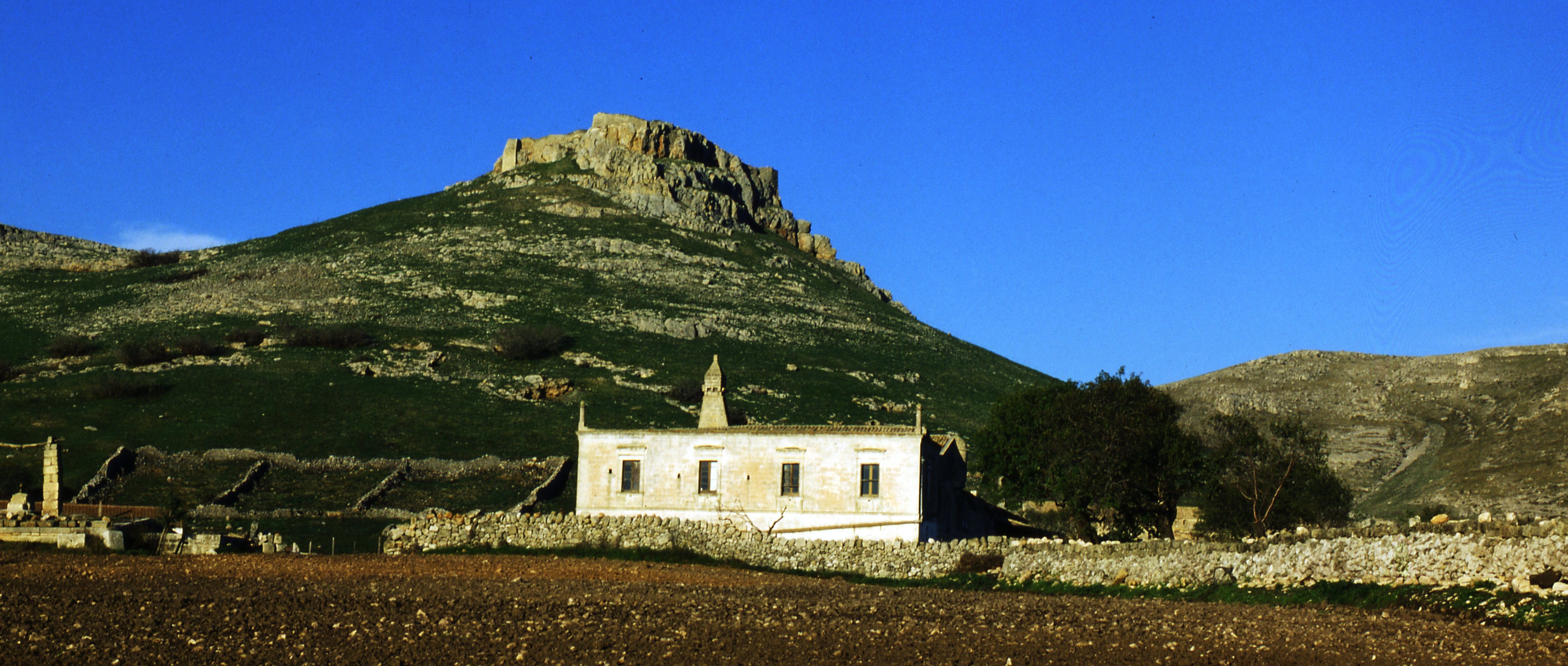
Garagnone

## Geboren
- Paus Benedictus XIII (1649-1730), geboren als Pietro Francesco Orsini

## Trivia
- In de geologie duidt de term gravina op een depressie in de grond, of kloof, die is veroorzaakt door watererosie.
- De Romaanse brug was het decor voor een scene in de James Bond film No Time to Die (2021).